# Keith Primeau
Keith David Primeau (* 24. November 1971 in Toronto, Ontario) ist ein ehemaliger kanadischer Eishockeyspieler, der im Verlauf seiner aktiven Karriere zwischen 1990 und 2006 unter anderem 1037 Spiele für die Detroit Red Wings, Hartford Whalers, Carolina Hurricanes und Philadelphia Flyers in der National Hockey League auf der Position des Centers bestritten hat. Seinen größten Karriereerfolg feierte Primeau, der im NHL Entry Draft 1990 bereits an dritter Position ausgewählt worden war und zweimal am NHL All-Star Game teilnahm, aber in Diensten der Adirondack Red Wings mit dem Gewinn des Calder Cups der American Hockey League im Jahr 1992.

## Karriere
Keith Primeau begann seine Karriere 1987 in der kanadischen Juniorenliga Ontario Hockey League bei den Hamilton Steelhawks. Nach einer schwachen ersten Saison zog das Team um und benannte sich in Niagara Falls Thunder um. Dort konnte er seine Fähigkeiten als Topscorer unter Beweis stellte und erzielte in der Saison 1989/90 127 Scorerpunkte in 65 Spielen, womit er die Liga in Punkten anführte. Die Mannschaften der National Hockey League wurden dadurch auf ihn aufmerksam und so wurde er von den Detroit Red Wings im NHL Entry Draft 1990 in der ersten Runde an dritter Stelle ausgewählt.
Die ersten zwei Jahre pendelte der Angreifer zwischen Detroit und dem AHL-Farmteam Adirondack Red Wings, ehe er sich im Spieljahr 1992/93 endgültig in der NHL etablierte. Er wurde zwar nur in der dritten Angriffsreihe der Red Wings eingesetzt, da die Centerpositionen der ersten beiden Reihen durch Steve Yzerman und Sergei Fjodorow besetzt waren, aber trotzdem hatte Primeau eine gute Punkteausbeute. In der Spielzeit 1993/94 hatte er seine beste Saison mit 73 Punkten und im Jahr darauf stand er mit Detroit in den Finalspielen der Stanley-Cup-Playoffs 1995. Die Situation im Team verschlechterte sich während der Saison 1995/96, als mit Igor Larionow ein weiterer herausragender Spieler für die Position des Mittelstürmers verpflichtet wurde. Primeau reagierte darauf im Sommer 1996 mit einem Streik, einen sogenannten „Hold-out“, weshalb er schließlich kurz vor dem Beginn der folgenden Saison gemeinsam mit Paul Coffey und einem Erstrunden-Wahlrecht im NHL Entry Draft 1997 zu den Hartford Whalers transferiert wurde. Im Gegenzug wechselten Brendan Shanahan und Brian Glynn nach Detroit.
Die Mannschaft zog ein Jahr später nach Raleigh im Bundesstaat North Carolina und benannte sich in Carolina Hurricanes um. Primeau ging mit in die neue Heimat des Teams und wurde vor Beginn der Saison 1998/99 zum Mannschaftskapitän ernannt. Nachdem sich er und das Team im Sommer 1999 nicht über eine Vertragsverlängerung einig wurden, streikte Primeau erneut und wurde im Januar 2000 zu den Philadelphia Flyers transferiert, wo er schon in den Stanley-Cup-Playoffs 2000 zum Helden avancierte, als er nach einer Spielzeit von 152 Minuten und somit im sechsten Verlängerungsdrittel den 2:1-Siegtreffer für die Flyers gegen die Pittsburgh Penguins erzielte. Durch sein Tor in der Verlängerung entschied er das drittlängste Spiel in der Geschichte der NHL.
Auch in Philadelphia war er einer der Führungsspieler und übernahm 2001 das „C“ als Mannschaftskapitän und konnte bei den Flyers zum zweiten Mal in seiner Karriere die 73 Punkte-Marke erreichen. Er spielte in den folgenden Saisons defensiver, weshalb seine Punkteausbeute etwas zurückging, doch in der Saison 2003/04 führte er die Flyers mit 16 Punkten in 18 Spielen bis ins Finale der Eastern Conference, wo sie mit dem späteren Stanley-Cup-Sieger Tampa Bay Lightning bis zum siebten und entscheidenden Spiel mithalten konnten, dann aber knapp ausschieden. Zu Beginn der Saison 2005/06 erlitt er eine Gehirnerschütterung, die für ihn das Ende der Saison bedeutete. Die Folgen der Verletzung veranlassten ihn schließlich im September 2006 sein Karriereende bekannt zu geben.
In der Folge analysierte er im Fernsehen die Spiele der Philadelphia Flyers. Vom Sommer 2009 an war Primeau vier Jahre lang bei den Las Vegas Wranglers aus der ECHL als Director of Player Development tätig. Anschließend arbeitete er im Juniorenbereich als Trainer und Funktionär bei Teams, in denen seine Söhne ihre Juniorenkarriere verfolgten. Seit der Saison 2018/19 ist er Präsident der Youngstown Phantoms aus der United States Hockey League und Vizepräsident der Maryland Black Bears aus der North American Hockey League.

## Erfolge und Auszeichnungen
| - 1990 Eddie Powers Memorial Trophy - 1990 Bester Torschütze der OHL - 1990 OHL Second All-Star-Team | - 1992 Calder-Cup-Gewinn mit den Adirondack Red Wings - 1999 Teilnahme am NHL All-Star Game - 2004 Teilnahme am NHL All-Star Game |

### International
- 1996 Zweiter Platz beim World Cup of Hockey
- 1997 Goldmedaille bei der Weltmeisterschaft

## Karrierestatistik

### International
Vertrat Kanada bei:
- World Cup of Hockey 1996
- Weltmeisterschaft 1997
- Olympischen Winterspielen 1998
- Weltmeisterschaft 1998

(Legende zur Spielerstatistik: Sp oder GP = absolvierte Spiele; T oder G = erzielte Tore; V oder A = erzielte Assists; Pkt oder Pts = erzielte Scorerpunkte; SM oder PIM = erhaltene Strafminuten; +/− = Plus/Minus-Bilanz; PP = erzielte Überzahltore; SH = erzielte Unterzahltore; GW = erzielte Siegtore; 1 Play-downs/Relegation; Kursiv: Statistik nicht vollständig)

## Familie
Sein jüngerer Bruder Wayne Primeau war ebenfalls Profi in der NHL und absolvierte insgesamt 864 Spiele für die Buffalo Sabres, Tampa Bay Lightning, Pittsburgh Penguins, San Jose Sharks, Boston Bruins, Calgary Flames und Toronto Maple Leafs. Während eines Spiels zwischen den Hartford Whalers und den Buffalo Sabres in der Saison 1996/97 lieferten sich beide einen Faustkampf. Sein Sohn Cayden Primeau wurde im NHL Entry Draft 2017 in der siebten Runde von den Canadiens de Montréal ausgewählt. Ebenso war sein Schwager Derrick Smith über viele Jahre in der NHL aktiv.